# Wenn der Vater mit dem Sohne (1955)
Wenn der Vater mit dem Sohne ist ein deutscher Spielfilm aus dem Jahr 1955, entstanden unter der Regie von Hans Quest mit Heinz Rühmann in der Hauptrolle. Die Uraufführung fand am 12. August 1955 im Ufa-Palast in Köln statt.

## Inhalt
Der ehemalige Musikclown und Zauberladenbesitzer Teddy Lemke ist Untermieter bei Fräulein Biermann. Diese hat den sechsjährigen Ulli seit 5 Jahren in Pflege. Ullis Mutter war aus wirtschaftlicher Not nach dem Krieg nach Amerika ausgewandert. Aufgrund strenger amerikanischer Einwanderungsgesetze durfte sie ihren Sohn nicht dorthin mitnehmen. Teddy Lemke, dessen eigener Sohn bereits verstorben ist, kümmert sich liebevoll um den kleinen Ulli, als wäre er selbst sein Vater. Als Ulli ihn in einem Kinderclownkostüm, das er zufällig auf dem Dachboden gefunden hat, überrascht, erzählt Teddy zögernd seine Lebensgeschichte: Er sei früher ein berühmter Clown gewesen und zusammen mit seinem kleinen Sohn aufgetreten. Als dieser unerwartet starb, habe ihn das hart getroffen. Ohne seinen Sohn habe er seine Karriere nicht fortsetzen wollen und daher den Laden für Zauber- und Scherzartikel aufgemacht. Ullis Idee, dass Teddy und er ja nun als Clowns auftreten könnten, wird von Teddy nach sentimentalem Blick auf ein altes Zirkusplakat schließlich aufgegriffen. Beide studieren kleine Stücke ein und haben damit Erfolg, ein Engagement winkt. 
Ullis Mutter Gerti hat derweil in den USA einen wohlhabenden Mann kennengelernt, beide beabsichtigen zu heiraten. Sie gesteht ihm, dass sie einen 6-jährigen Sohn in Deutschland hat, den sie wieder zu sich nehmen möchte. Daraufhin beschließen sie nach Deutschland zu reisen, um Ulli zu holen. Als Teddy davon erfährt, flieht er mit dem Kind im Auto und Zirkusanhänger aus Berlin Richtung Süden. Sie finanzieren die Reise, indem sie in Hotels kleine Vorstellungen geben. Zufällig werden sie in der Schweiz von Ullis Mutter und deren Ehemann dort entdeckt. Dieser stellt Teddy, den er zunächst für den Vater des Kindes hält, zur Rede, erfährt aber dann die wahren Verhältnisse. Schweren Herzens übergibt Teddy seinen Pflegesohn Ulli an seine leibliche Mutter, die mit ihm und ihrem Mann nach Amerika reisen wird.
Am Schluss gibt Teddy, nun wieder als Clown tätig, eine Solovorstellung, die mit dem Lied La-le-lu, nur der Mann im Mond schaut zu, endet. Überrascht erblickt er dabei Ulli mit seiner Mutter und deren Mann unter den Zuschauern. Sie haben ihre Amerikareise um einen Tag verschoben um ihn noch mal auf der Bühne als Clown erleben zu können.

## Auszeichnungen
Die FBL verlieh der Produktion das Prädikat wertvoll.

## Kritiken
- „Einzig Heinz Rühmann überzeugt durch leise Zwischentöne und feine Komik.“ – Lexikon des internationalen Films[3]
- „Heiter-rührender Farbfilm ohne weitergehenden Anspruch.“ – 6000 Filme. Kritische Notizen aus den Kinojahren 1945 bis 1958. Handbuch V der katholischen Filmkritik, 3. Auflage, Verlag Haus Altenberg, Düsseldorf 1963, S. 482
- „Rühmann in einer seiner schönsten Rollen im Grenzbereich von Lachen und Weinen (…).“ (Wertung: 2½ Sterne = überdurchschnittlich) – Adolf Heinzlmeier und Berndt Schulz in Lexikon „Filme im Fernsehen“ (Erweiterte Neuausgabe). Rasch und Röhring, Hamburg 1990, ISBN 3-89136-392-3, S. 914